# Niccolò dell'Arca

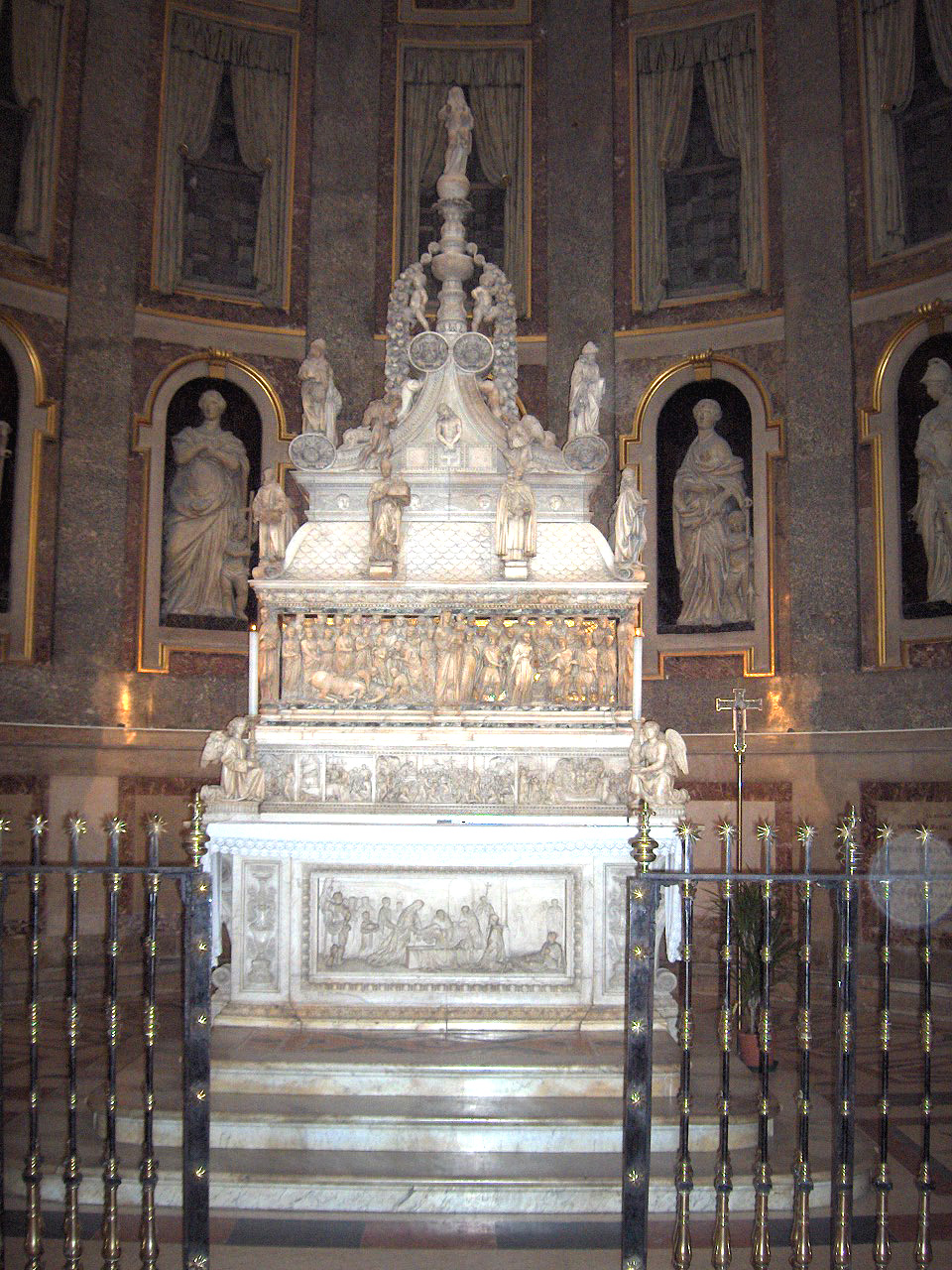
Arca di San Domenico

Niccolò d'Antonio dell'Arca, född på 1430-talet, död 2 mars 1494, var en italiensk bildhuggare.
Nicolo dell'Arca blev mest berömd och fick sitt tillnamn från det arbeta han utförde å San Domenicos stora gravmonument (arca=sarkofag) i helgonets kyrka i Bologna, där Niccolò Pisano utfört själva helgonskrinet och Arca skulpterat sockel och lock, vid den förra en ljusbärande ängel, vartill Michelangelo sedan gjorde den vida andra hörnet stående pendangen.